# Gnomoxyala spina
Gnomoxyala spina är en rundmaskart. Gnomoxyala spina ingår i släktet Gnomoxyala, och familjen Monhysteridae. Arten är reproducerande i Sverige.